# Lombachsmühle
Lombachsmühle  war ein Ortsteil von Marialinden in der Stadt Overath im Rheinisch-Bergischen Kreis in Nordrhein-Westfalen, Deutschland.

## Lage und Beschreibung
Der ehemalige Wohnplatz Lombachsmühle am naturbelassenen Lombach lässt sich heute nur noch über einen Wanderweg erreichen und stellt sich nicht mehr als eigenständige Ortschaft dar. Er ist Teil des Naturschutzgebietes Lombachstal. Zu den nächsten Ortschaften zählen Breidenassel, Höhe und Siefen – alles Gegenden, in deren Auenwäldern und Feuchtgrünflächen seltene Tiere und Pflanzen Heimat finden. Zu den Besonderheiten im Lombachtal gehört ein kleiner Wasserfall.

## Geschichte
Die Mühle wurde auch Neuenhauser Mühle genannt und war eine Getreidemühle. Sie war ein Besitztum des nördlich gelegenen Probsteiguts Neuenhaus.
Der Ort ist auf der Topographischen Aufnahme der Rheinlande von 1817 in Form eines Mühlensymbols verzeichnet. Die Preußische Uraufnahme von 1845 zeigt den Wohnplatz als Mühlensymbol mit der Beschriftung Neuenhauser. Ab der Preußischen Neuaufnahme von 1892 bis zur Ausgabe 1913 ist der Ort auf Messtischblättern regelmäßig als Lombachs M. verzeichnet.
1830 lebten 16 Menschen im Ort, der nach dem Zusammenbruch der napoleonischen Administration und deren Ablösung zur Bürgermeisterei Overath im Kreis Mülheim am Rhein gehörte. Der 1845 laut der Uebersicht des Regierungs-Bezirks Cöln als isolierte Mühle kategorisierte und als Lohmbachs-Mühle bezeichnete Ort besaß zu dieser Zeit ein Wohngebäude mit 6 Einwohnern, alle katholischen Bekenntnisses. Die Gemeinde- und Gutbezirksstatistik der Rheinprovinz führt Lohmbachmühle 1871 mit einem Wohnhaus und fünf Einwohnern auf. Im Gemeindelexikon für die Provinz Rheinland von 1888 werden für Lohmbach’s Mühle ein Wohnhaus ohne Einwohner angegeben. 1895 besitzt der Ort ein Wohnhaus mit sieben Einwohnern und gehört konfessionell zum katholischen Kirchspiel Marialinden, 1905 werden für Lombachsmühle ein Wohnhaus und ein Einwohner angegeben.
Der letzte Bewohner in der schließlich ungenutzten, einsam gelegenen und verfallenden Mühle war der Dahler Jirret (Dahler, Gerhard). Einst ein wohlhabender Bauer, hatte er durch allerlei Gerichtsprozesse sein Vermögen verloren  und musste den Lebensunterhalt seiner letzten Jahre mühsam  als Dienstbotenvermittler für die Landwirtschaft verdienen. Von den jungen Leuten, die er aus armen Gegenden wie der Eifel, dem Sauerland und dem Eichsfeld holte, heiratete mancher in Overath und wurde hier heimisch.
Die Mühle wurde 1927 abgerissen und der Wohnplatz fiel wüst. Heinrich Jansen aus
Tixhoven verwendete das Baumaterial der Mühle für ein Haus am Oderscheiderberg.